# 伊賀透浩
伊賀 透浩（いが ゆきひろ、1972年7月18日 - ）は、宮崎放送のアナウンサーで同局アナウンス室アナウンス部長。愛称は、伊賀ちゃん。

## 人物
- 千葉県市川市生まれ、宮崎県宮崎市（旧・宮崎郡田野町）育ち。田野中学校の同級生がプロ野球で活躍した木村拓也（故人）。宮崎日大高校、日本大学文理学部社会学科を卒業[1]。星座は、かに座。大学落語研究会の同期、先輩、後輩に瀧川鯉橋、笑福亭里光、春風亭笑松、昔昔亭桃之助らがいる。大学4年時の全日寄席出演の際、ゲストとして招かれた柳家喬太郎に落語家になることを勧められるがサラリーマンの道を選ぶ。

## 経歴
- 1995年TYSテレビ山口に入社。アナウンサー同期は小野礼子、橋本昌子。入社一年目から春高バレーや高校ラグビー実況などスポーツアナとして活躍する。
- 1996年TBSの朝の情報番組おはようクジラの山口キャスターで全国デビューを果たす。司会の渡辺正行にリポーターの中で唯一「伊賀くん」と君付けで呼ばれ渡辺のおもちゃ状態だった。この頃から情報番組やバラエティー番組では、名前をひらがなの「ゆきひろ」で出演している。
- 1998年2月長野オリンピックの聖火ランナーを務め、三井ゆりと現地から中継した。
- 1998年4月からTYSナウのキャスターを担当。光市母子殺害事件や下関通り魔殺人事件 西鉄バスジャック事件などを伝える。
- 2001年山口県で開催された博覧会山口きらら博で行われた「トライアスロンワールドカップ山口きらら博大会」のメイン実況を担当した。
- 2002年4月から七色の声と山口弁を自在に操る吉田治美と「ちぐまや本舗」の司会を務め、若旦那の愛称で親しまれた。しかし吉田が2003年11月に病のため急逝、追悼特別番組が放送された。
- 2003年JNN・JRNアノンシスト賞の「テレビ・フリートーク部門」で優秀賞を受賞。局アナらしからぬトークで人気を博した。
- 2005年、テレビ山口を退社後、半年間だけ共同テレビジョン所属のフリーアナウンサーを経て、KTNテレビ長崎に移籍。アナウンサーと報道記者を兼務しKTNスーパーニュースのキャスターを務める。
- 2011年10月より吉井誠が報道班に移籍したため、制作班唯一の男性アナウンサーとなる（名目上アナウンサー扱いでウェブに掲載されている河内隆太郎がタレントであるため）。
- 2013年4月の改編に伴う異動で再び吉井と交代で報道に戻った。なお、「Gopan」担当時は「伊賀ゆきひろ」（一部ひらがな）名義で出演した。
- 元プロ野球選手の木村拓也（日本ハム→広島→巨人）とは中学の同級生であり、当時担当していたKTNスーパーニュースの生放送中に、木村が倒れたニュース速報を知り衝撃を受けたという。
- 2014年3月にテレビ長崎を退社し、帰郷。
- 2014年6月30日に宮崎放送（MRT・TBS系列）へ移籍し、報道部記者・ニュースデスクとして『MRTニュース Next』に出演。
- 2015年4月よりアナウンス部に異動（RT推進局アナウンス部副部長）。この時がラジオ番組の初出演。
- 2018年3月、報道制作局報道部長[2]。
- 2019年7月、アナウンス室アナウンス部長。

## 現在の担当番組

### mrt宮崎放送
- ラジオ放送で局名告知を担当。
- ラジオ定時ニュース
- MRTニュース（テレビ）

## 過去の担当番組

### mrt入社後

#### アナウンサー
- MRTニュース Next（テレビ）
- もてラジ（ラジオ）
- JADDO（ラジオ、報道部復帰による降板後も顧問として在籍）
- 報道LIVE トコトン（テレビ）
- フレッシュAM!もぎたてラジオ（ラジオ）
- 立川らく生の笑いの殿堂（ラジオ）

#### 報道部員
- MRTニュース Next（テレビ）
- MRTニュース サタデーNext（テレビ）

### KTN時代
- KTNスーパーニュース
- KTNニュース（20:54）
- アミュスタイル　（ナレーション）
- できたてGopan
- スポーツ中継

### TYS時代
- おはようクジラ山口担当キャスター
- TYSナウ
- 生活空間Do!
- ちぐまや本舗